# Atopognathus signifacies
Atopognathus signifacies är en tvåvingeart som först beskrevs av Walker 1860.  Atopognathus signifacies ingår i släktet Atopognathus och familjen bredmunsflugor. Inga underarter finns listade i Catalogue of Life.